# Orbitolina
Orbitolina, en ocasiones erróneamente denominado Orbitulina, es un género de foraminífero bentónico de la subfamilia Orbitolininae, de la familia Orbitolinidae, de la superfamilia Orbitolinoidea, del suborden Orbitolinina y del orden Loftusiida. Su especie tipo es Orbulites concava. Su rango cronoestratigráfico abarca desde el Albiense superior hasta el Cenomaniense (Cretácico inferior).

## Discusión
Clasificaciones previas incluían Orbitolina en el suborden Textulariina del orden Textulariida o en el orden Lituolida.

## Clasificación
Se han descrito numerosas especies de Orbitolina. Entre las especies más interesantes o más conocidas destacan:
- Orbitolina concava

Un listado completo de las especies descritas en el género Orbitolina puede verse en el siguiente anexo.
En Orbitolina se han considerado los siguientes subgéneros:
- Orbitolina (Columnorbitolina), también considerado como género Columnorbitolina y aceptado como Mesorbitolina
- Orbitolina (Conicorbitolina), aceptado como género Conicorbitolina
- Orbitolina (Discocyclina), aceptado como género Discocyclina
- Orbitolina (Eorbitolina), también considerado como género Eorbitolina y aceptado como Dictyorbitolina
- Orbitolina (Mesorbitolina), aceptado como género Mesorbitolina
- Orbitolina (Palorbitolina), aceptado como género Palorbitolina